# Rafael Chylinski
Rafael Chylinski (polj. Rafał Chyliński; Wysoczka, 6. siječnja 1694. – Łagiewniki, 2. prosinca 1741.), franjevac konventualac i blaženik.

## Životopis
Rođen je 8. siječnja 1694. u mjestu Wysoczka u Poljskoj. Na krštenju je dobio ime Melkior (Melchior). Studirao je u školi isusovaca u Poznanu. Godine 1712. stupio je u vojnu službu gdje je bio časnik i zapovjednik eskadrile. Godine 1715. je napustio vojsku i pridružio se Redu manje braće konventualaca u Krakovu. Za svećenika je zaređen u lipnju 1717. godine. 
Kao svećenik je služio u brojnim mjestima. Bio je cijenjeni ispovjednik, propovjednik te poznat kao pomoćnik siromašnih i napuštenih. Za vrijeme kuge u Krakovu pomagao je zaraženima od bolesti. Umro je 2. prosinca 1741. u gradiću Łagiewniki. Njegovo tijelo počiva u Franjevačkom samostanu u Łagiewnikiju.
Blaženim ga je proglasio sveti papa Ivan Pavao II. 9. lipnja 1990. godine. Liturgijski spomen bl. Rafaela Chylinskog u Katoličkoj Crkvi slavi se 2. prosinca.